# Císařský ostrov
Císařský ostrov je s rozlohou cca 66 ha největší pražský ostrov. Leží na Vltavě na pěší trase ze Stromovky do Troje, v katastrálním území Bubenče, na území městských částí Praha 6 a Praha 7. V jeho západní části se nachází Ústřední čistírna odpadních vod pro Prahu.
Dříve býval na ostrově bohatý společenský život ve výletních restauracích či zahrádkářské kolonii. Stavba čistírny odpadních vod v 60. letech minulého století však způsobila úpadek ostrova jako rekreačního místa. Ostrov je nyní občany Prahy chápán pouze jako propojení mezi Trojou a Stromovkou. Fungují zde jenom zájmové spolky se psy a koňmi.

## Historie
Ostrov byl darován českými stavy do osobního majetku Rudolfa II. Předtím patřil k majetkovému příslušenství úřadu nejvyššího purkrabí pražského. Na dnešní ploše ostrova ležela i část Královské obory, neboť se nacházela i mezi klikatícími se meandry Vltavy.
Vlivem povodní se tvářnost říční nivy měnila, například v 18. století rozdělovalo ostrov napříč ještě jedno říční rameno. Řečiště Vltavy v této oblasti bylo v letech 1899 - 1902 významně ovlivněno výstavbou plavebního kanálu a zdymadla Podbaba. Kanál je dlouhý 2,8 km a ve své horní části odřízl sady patřící ke Královské oboře. Přerušil původní říční rameno tekoucí k Císařskému mlýnu. To bylo z velké části zasypáno a jeho torzem zachovaným do dneška je Malá říčka. Po pravé straně Císařského ostrova se nachází zřejmě poslední přírodní úsek koryta Vltavy v Praze s peřejemi.
Původní čisticí stanice v Bubenči, která byla dokončená roku 1905 a v současnosti je muzeem, zde umístila kalojemy. Roku 1967 byla na ostrově spuštěna Ústřední čistírna odpadních vod.

## Popis

### Mosty a lávka

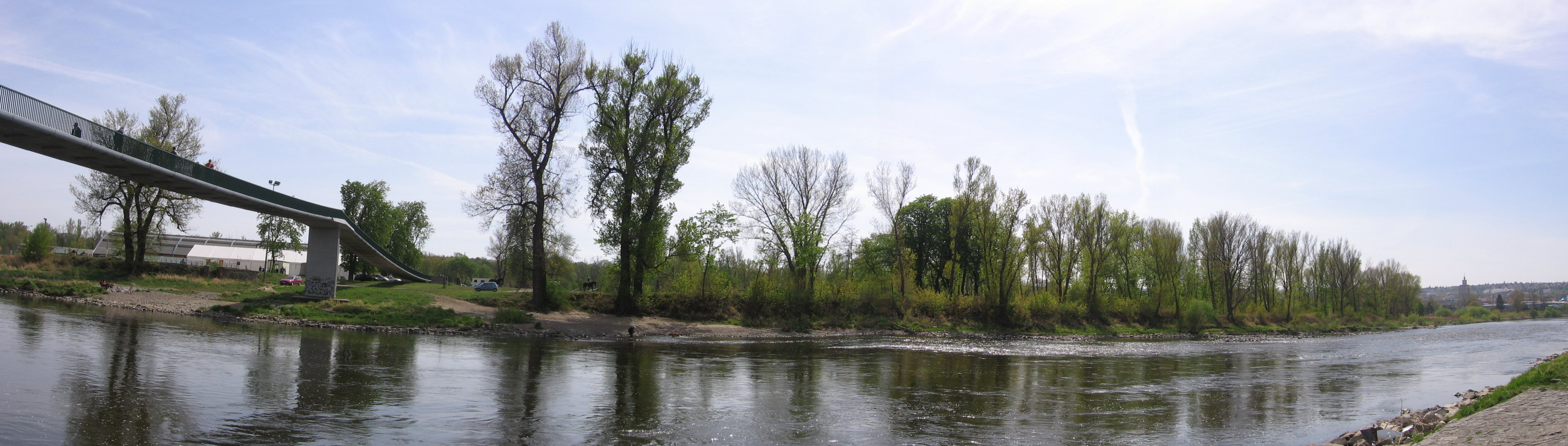
Císařský ostrov s Trojskou lávkou, panorama, severozápadní část

Na ostrov vedou tři mosty a lávka. Nejpoužívanější most, který spojuje Císařský ostrov s nábřežím u Královské obory, byl v roce 2006 zbořen a nahrazen širším a vyšším. Další dva mosty na bubenečské straně slouží pro obsluhu čistírny. Lávka z roku 2020 spojuje ostrov s Trojou a je určena pro pěší a cyklisty. Nahradila starší lávku z roku 1984, která se v roce 2017 zřítila a čtyři lidé byli při pádu zraněni. V dlouhodobém plánu je vybudování mostu, který by umožnil tramvajové spojení Podbaby s Bohnicemi, a jeho dočasná náhrada lanovou dráhou.

### Povodně

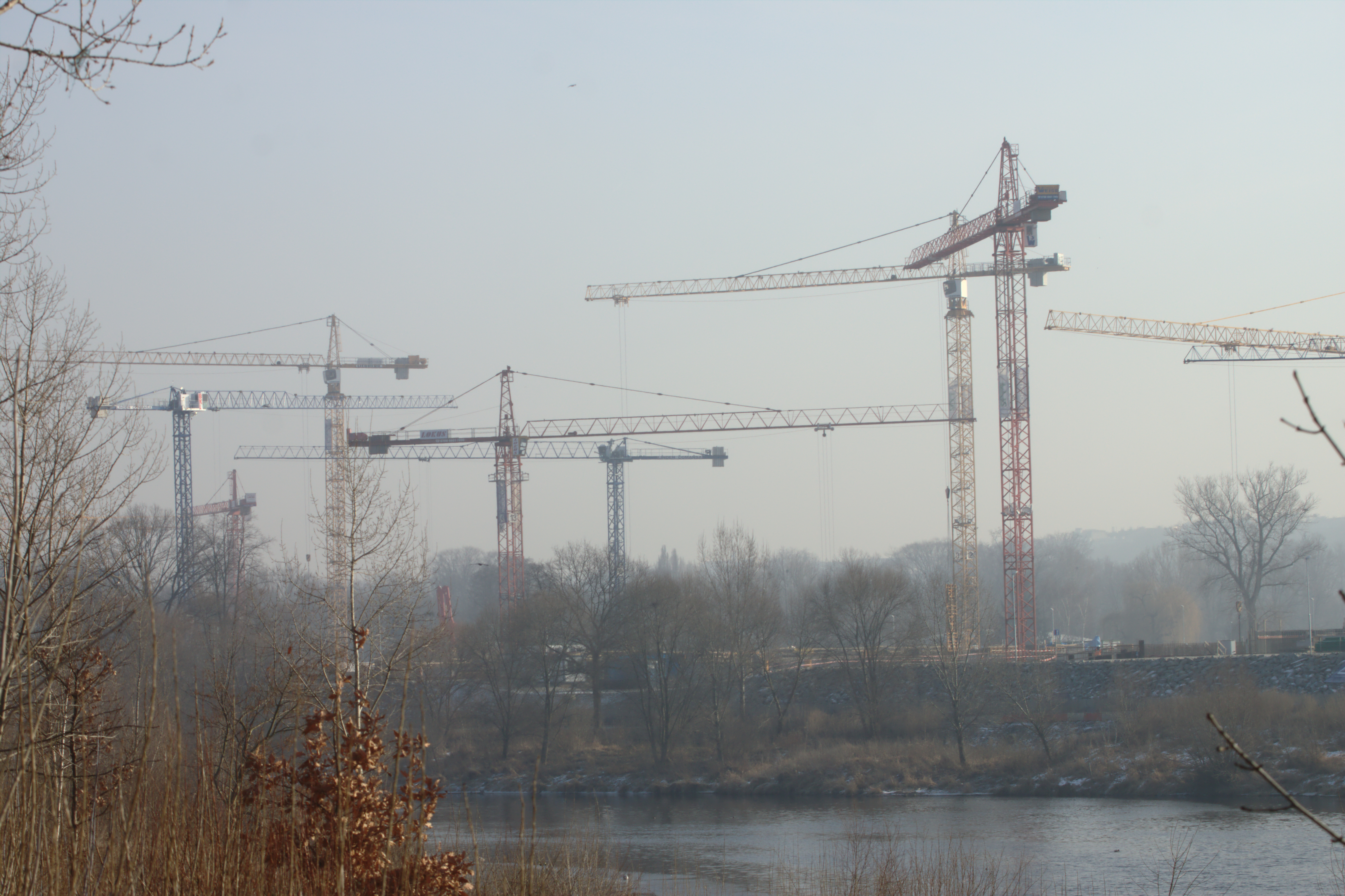
Výstavba čističky v lednu 2017.

Po povodních v roce 2002 vzala za své Zahrádkářská kolonie, psí cvičiště, nekryté jezdecké závodiště a velká část cenných vzrostlých stromů. Známý pražský jezdecký areál byl po katastrofálních povodních v roce 2002 nově vybudován včetně koňských stájí a kryté i venkovní jízdárny. V červnu 2013 celý areál opět těžce poškodila katastrofální povodeň. Dne 9. 6. 2013 po velké bouřce nad Prahou došlo k tomu, že si Vltava uprostřed ostrova vytvořila zcela nové říční koryto, ostrov tak rozdělila na dvě části. Voda v novém korytě ohrožovala budovu čistírny odpadních vod a pro její záchranu zasahovaly i ženijní jednotky armády.

### Ústřední čistírna vod

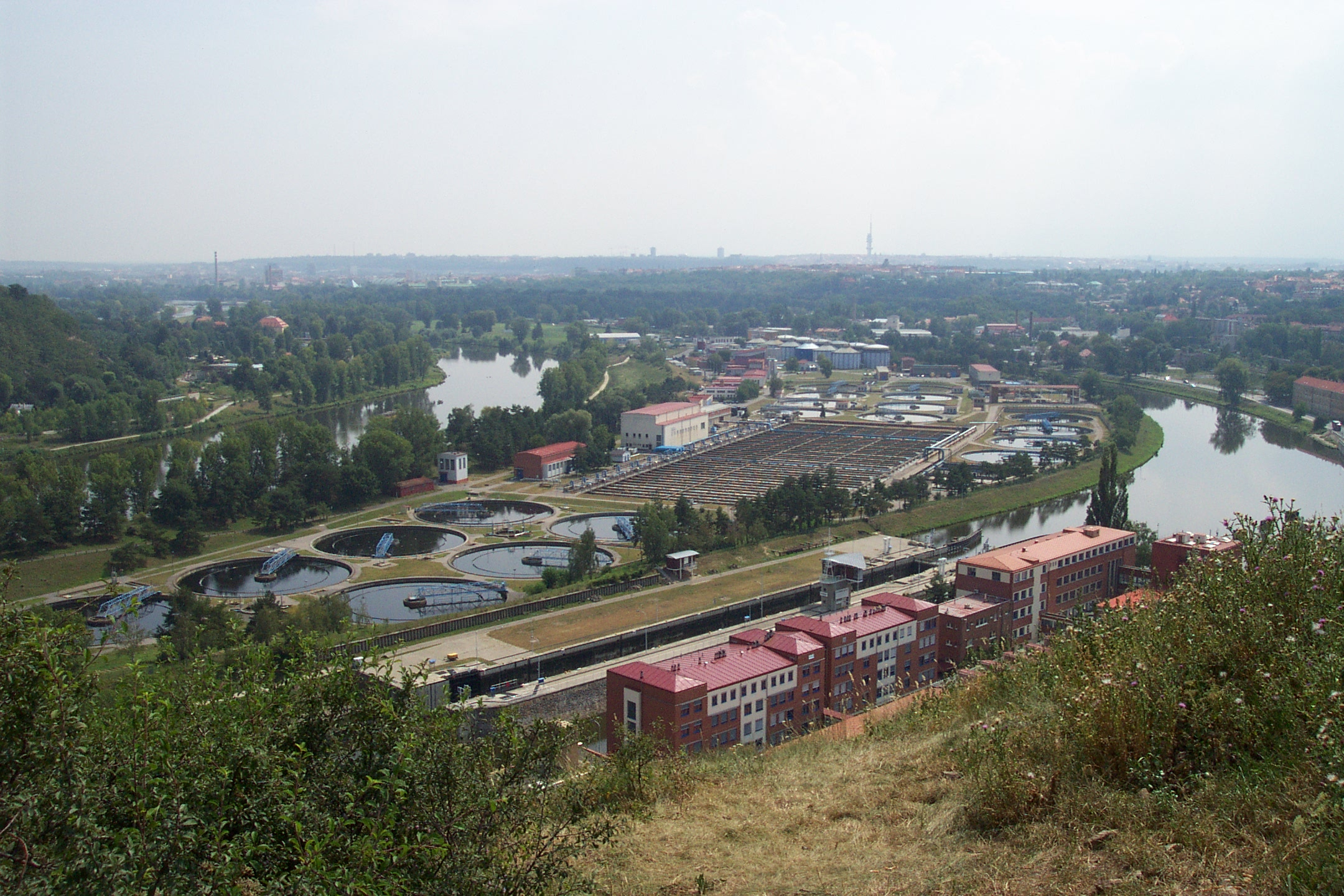
Ústřední čistička odpadních vod. Pohled z Baby, nalevo za řekou pak Zoo Praha a střecha Trojského zámku

Na ostrově byla v roce 1967 postavena Ústřední čistírna odpadních vod. Původní stavba a technologie musely být v tomto století modernizovány, aby vyhověly normám Evropské unie. Už od roku 2011 hrozily Praze pokuty, neboť normy požadovaly splnění limitů pro obsah dusíkatých látek v odpadních vodách, které čistírna nesplňovala. Město si vyjednalo výjimku a v červenci 2013 Rada hlavního města Prahy schválila výstavbu nové čistírny. Stavba měla být dokončena do konce roku 2017, to se ale nepodařilo. Zkušební provoz byl zahájen až v roce 2018 a plánuje se až do září 2021. Stavba čistírny vyšla na 6,1 miliardy korun, které město muselo uhradit samo, protože se nepodařilo získat peníze z EU.

## Další názvy
- Purkrabský ostrov (dnes již nepožívaný název)[6]
- Velký ostrov (dnes již nepožívaný název)[6]
- Trojský ostrov (přenesením názvu ze zaniklého ostrova)